# 里克斯鎮區 (伊利諾伊州克里斯蒂安縣)
里克斯鎮區（英語：Ricks Township）是位於美國伊利諾伊州克里斯蒂安縣的一個行政鎮區。

## 地方資料
根據2010年美國人口普查的數據，里克斯鎮區的面積為93.20平方千米，當中陸地面積為93.15平方千米，而水域面積為0.05平方千米。當地共有人口430人，而人口密度為每平方千米4.61人。